# Acrochila
Acrochila,  rod biljaka jetrenjarki iz porodice Plagiochilaceae, red Jungermanniales. Postoji svega tri priznate vrste, dok je A. biserialis sinonim.
Predstavnici roda Acrochila rastu na nekim otocima južnog Pacifika, Australije i Novog Zelanda.

## Vrste
1. Acrochila caledonica (Steph.) Inoue
2. Acrochila etesseana (Steph.) R.M. Schust.
3. Acrochila simpsonii (W. Martin & E.A. Hodgs.) R.M. Schust.

### Sinonimi
1. Acrochila biserialis (Lehm. & Lindenb.) Grolle sinonim od Chiastocaulon biserialis